# Upper Heyford, Oxfordshire
Upper Heyford är en ort och civil parish i Storbritannien.   Den ligger i grevskapet Oxfordshire och riksdelen England, i den södra delen av landet, 90 km nordväst om huvudstaden London. Upper Heyford ligger 111 meter över havet och antalet invånare är 1 154.
Terrängen runt Upper Heyford är platt. Runt Upper Heyford är det ganska tätbefolkat, med 230 invånare per kvadratkilometer. Närmaste större samhälle är Oxford, 19,8 km söder om Upper Heyford. Trakten runt Upper Heyford består till största delen av jordbruksmark.